# Lupinus subcuneatus
Lupinus subcuneatus är en ärtväxtart som beskrevs av Charles Piper Smith. Lupinus subcuneatus ingår i släktet lupiner, och familjen ärtväxter. Inga underarter finns listade i Catalogue of Life.